# نيغاتا

شعار مدينة نييغاتا

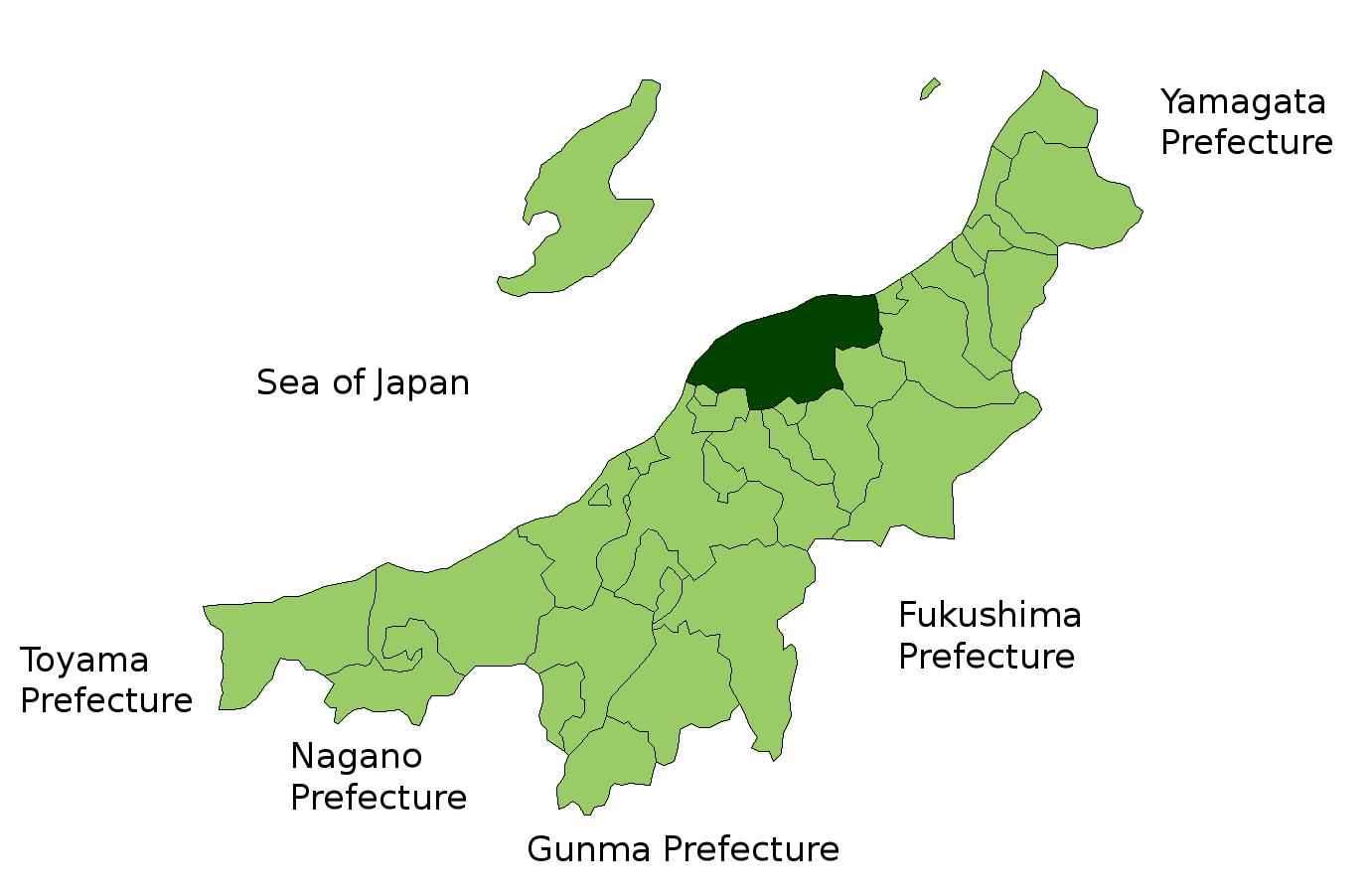
خريطة مدينة نييغاتا ضمن محافظة نييغاتا

مدينة نيغاتا (باليابانية 新潟市) هي المدينة الرئيسية في محافظة نييغاتا، اليابان.

## معلومات أساسية
تبلغ مساحتها 726.09 كم مربع، وتعداد سكانها 	812,705 نسمة في عام 2007، والكثافة السكانية 1,119.22 نسمة في الكم مربع.
تأسست المدينة في عام 1889.
تقع مدينة نييغاتا على الساحل الشمالي الغربي لجزيرة هونشو أكبر جزر اليابان وتطل على بحر اليابان.

## المدن التوائم
تربط مدينة نييغاتا علاقة توأمة مدن مع خمس مدن:
- غالفيستون، تكساس، الولايات المتحدة
- خاباروفسك، روسيا
- هاربين، الصين
- فلاديفوستوك، روسيا
- بيروبيدزان، روسيا

## معرض صور

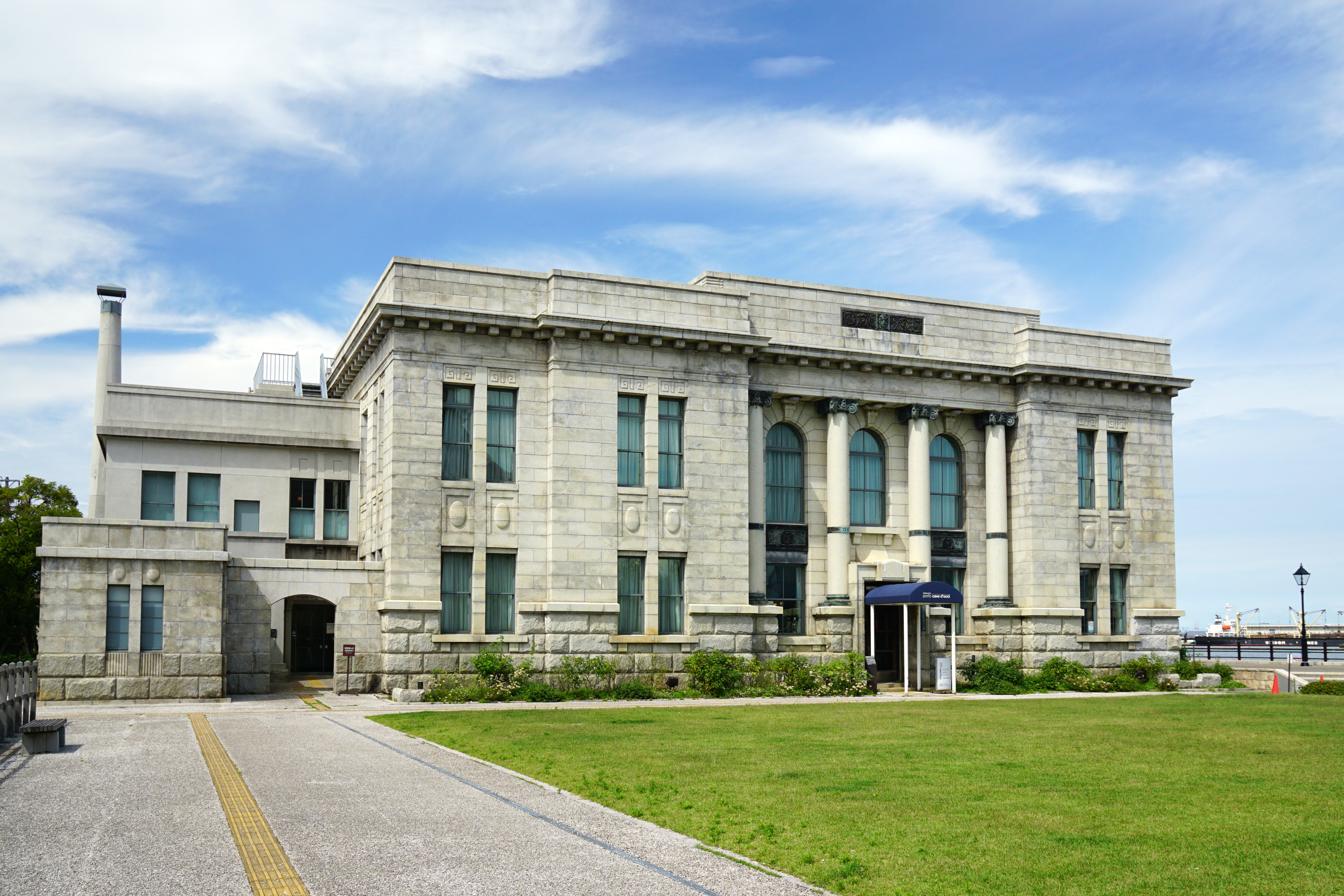
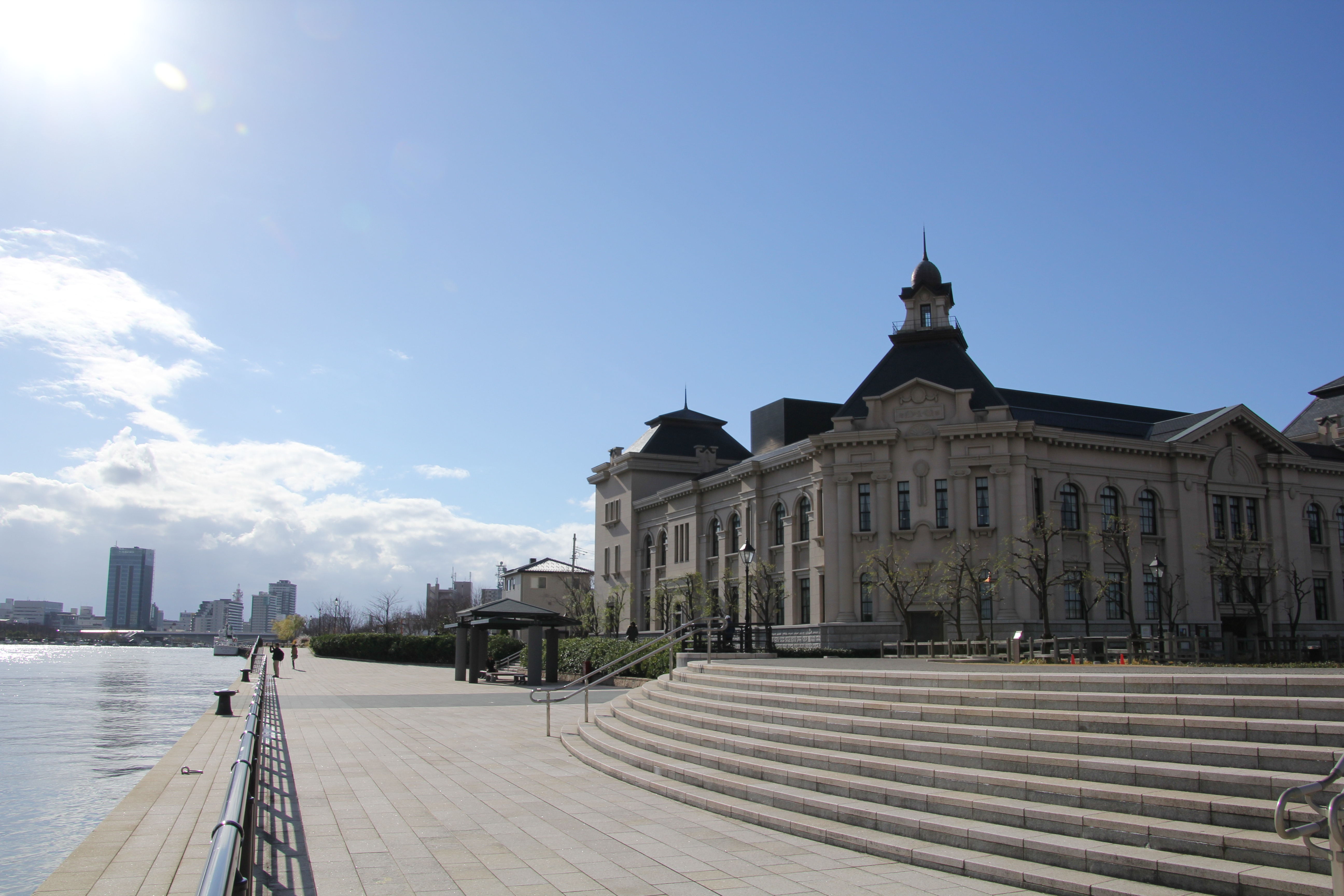
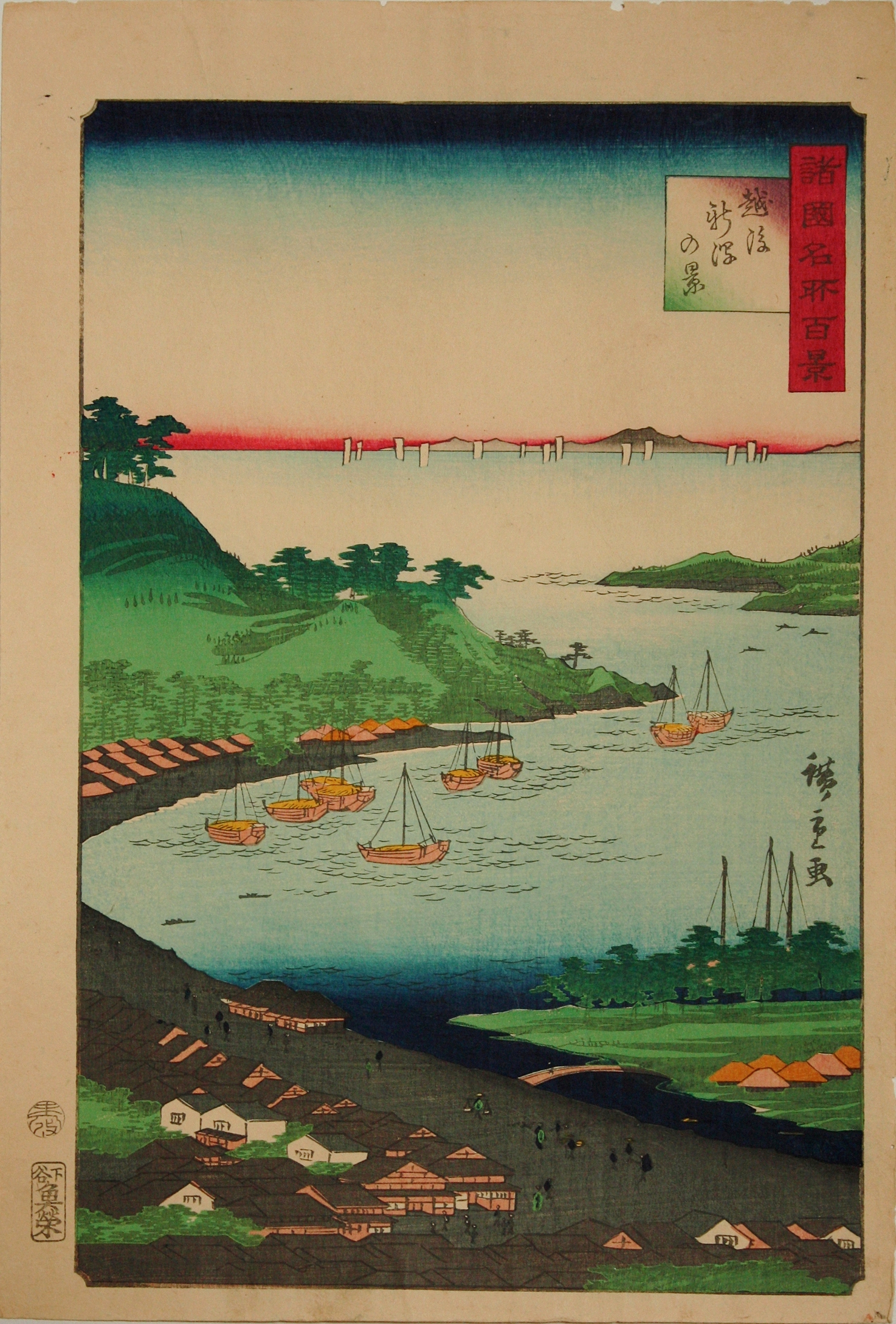
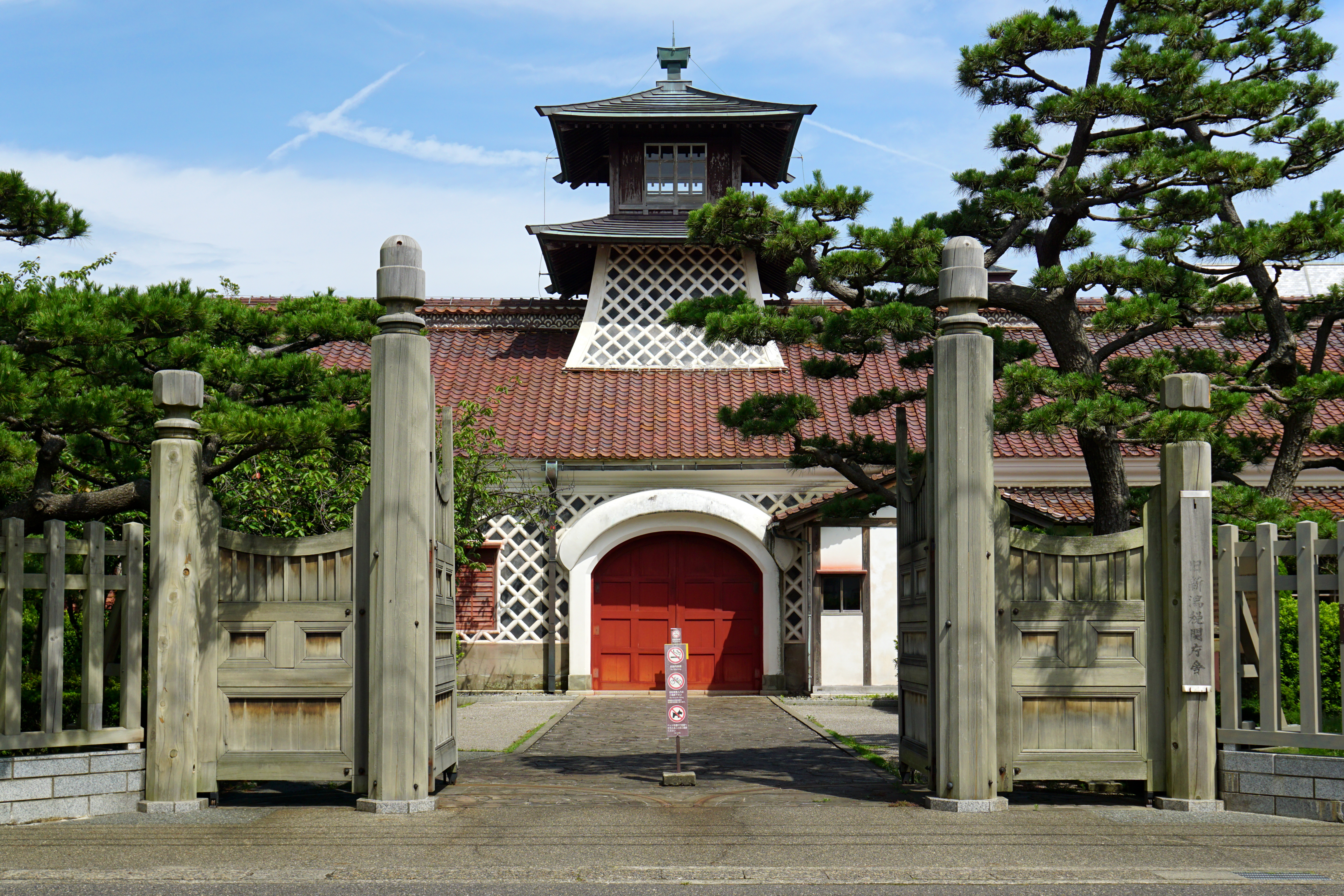
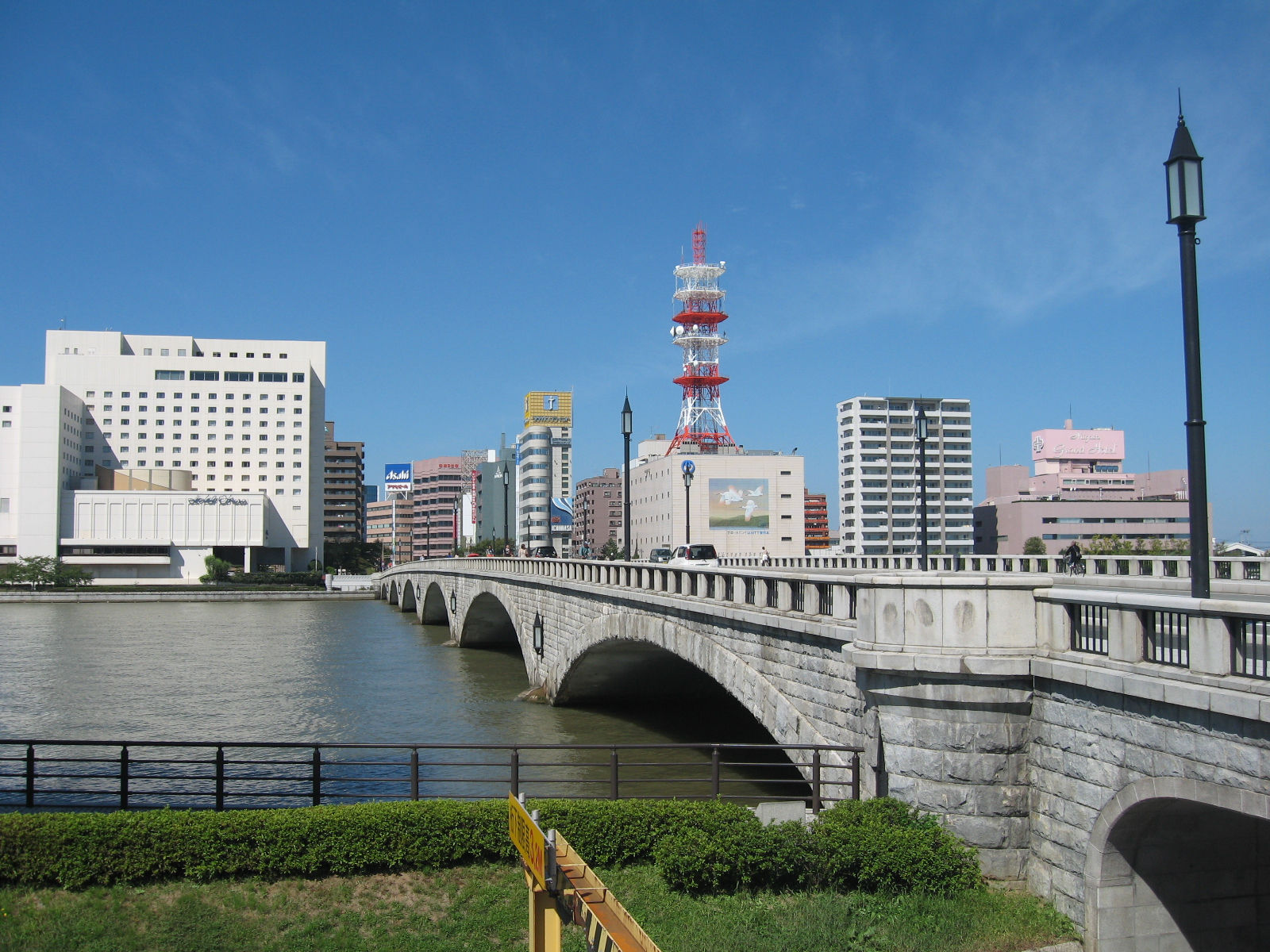

## أعلام
- أكيرا ياماوكا
- ايساو هونما
- روميكو تاكاهاشي
- تاكاشي ايزاوا
- يوري كاوامورا
- نوبورو ياماغوتشي
- تاكاشي أمانو